# Limonia distivena
Limonia distivena là một loài ruồi trong họ Limoniidae. Chúng phân bố ở miền Australasia.